# Carl Edvard Zedritz
Carl Edvard Zedritz, filolog, universitetslärare, vitter författare. Född den 25 juni 1805 i Alingsås, där fadern var stadskassör. Död i Uppsala den 17 mars 1859. Gift 1838 med Anna Nyström. 
Fattigdomen fick Zedritz att tidigt avbryta den lärda banan och välja ett borgerligt yrke för sin utomst. Under det han som gosse stod i bod hos sidenkramhandlaren Medberg i Stockholm blev han vid något tillfälle bemärkt av dåvarande kronprinsen Oscar, som, intagen av hans utseende och väsen, gav honom understöd att återta de avbrutna studierna. Zedritz levde ett glatt studentliv och var en av "Turkiska musikens" ledare.
Sina studier skötte han sedan med flit och grundlighet och promoverades till filosofie magister i Uppsala 1833. Samma år kallades han till docent i latin, befordrades till adjunkt 1842, till extra ordinarie professor 1845 och slutligen 1852 blev han ordinarie professor i romersk vältalighet och poesi vid Uppsala universitet. Med stor insikt i romerska språket och litteraturen förenade Zedritz ett grundligt studium av estetiken och en vidsträckt beläsenhet i skönlitteratur. Hans föredrag i katedern var på samma gång klart, undervisande och angenämt fängslande. I skriftställarväg gjorde han sig mindre känd som utgivare av vetenskapliga arbeten än som följetongs- och novellförfattare. 
Redan tidigt uppträdde han anonymt med noveller och skisser, vilka dels infördes i tidningar, dels utgavs särskilt utan namn eller under signaturen ***. Hans Samlade skrifter, utgivna i tre delar 1862 efter hans död, innehåller, jämte noveller och skaldestycken, några estetiska och filosofiska avhandlingar. Bland hans litterära alster i bunden form må nämnas odena Världsåsikt och Ynglingen, som utmärker sig för sitt kraftiga språk, samt hyllningssången Till Geijer 1839. 